# Перша італійська війна за незалежність
Перша італійська війна за незалежність (італ. Prima guerra di indipendenza italiana) або австро-італійська війна 1848—1849 — національно-визвольна війна італійців проти австрійського панування, встановленого в Ломбардії та Венеції рішенням Віденського конгресу. Сталася внаслідок Італійської революції.

## Хід війни
Війна розпочалася в ході революції 1848—1849 років в Італії. 18 березня 1848 року населення Мілану та Венеції підняло збройне повстання. 22 березня повстанці перемогли, австрійська армія фельдмаршала Радецького чисельністю 30-35 тисяч змушена була відступити. У Ломбардії та Венеції були створені тимчасові республіканські уряди, які розпочали підготовку до війни з Австрією. Організована ними національна гвардія розпочала війну проти австрійців. Дії національної гвардії підтримали усі італійські держави. 25 березня король Сардинії (П'ємонту) Карл Альберт оголосив Австрії війну, намагаючись використати її у своїх династичних інтересах. У квітні італійські війська (чисельністю близько 60 тисяч) досягли певних успіхів у районі Верони (у військових операціях активно діяли добровольчі загони Джузеппе Гарібальді). Однак 25 липня 1848 року внаслідок поганого керівництва та організації італійська армія чисельністю близько 44 тисяч зі слабкою артилерією та кавалерією зазнала тяжкої поразки від австрійців, яких було близько 52 тисяч, у битві при Кустоці, втративши близько 9 тисяч осіб. 6 серпня австрійські війська Радецького знову зайняли Мілан, а 9 серпня переляканий Карл Альберт уклав з Радецьким ганебне перемир'я, яке викликало обурення італійської громадськості. Ломбардія знову опинилася під австрійським пануванням.
Протягом другої половини 1848 року революція в Італії наростала. 9 січня 1849 року було скинуто світську владу Папи в Римі і проголошена Римська республіка. 23 лютого герцог Тоскани втік з Флоренції і там був створений революційний тимчасовий уряд. Народ вимагав поновлення війни з Австрією. За цих обставин 20 березня 1849 Карл Альберт змушений був порушити перемир'я та розпочати військові дії. Однак після відновлення війна тривала недовго — 21-23 березня італійське військо чисельністю 88 тисяч через бездарність італійських генералів було вщент розбите австрійським (близько 70 тисяч) у битвах біля Мортари та Новари. Карл Альберт зрікся престолу на користь свого сина і залишив Італію. 26 березня новий король Віктор Емануїл II уклав з Радецьким перемир'я. Австрійські війська знову зайняли Ломбардо-Венеційську область. За миром, підписаним у Мілані 6 серпня 1849 року, Сардинія виплачувала Австрії 65 мільйонів франків контрибуції.